# میشائل برر
میشائل برر (انگلیسی: Michael Berrer؛ زادهٔ ۱ ژوئیهٔ ۱۹۸۰) یک تنیس‌باز اهل آلمان است. 